# KONAMI GB 精選集
《KONAMI GB 精選集》（コナミGBコレクション）是科樂美發行的Game Boy遊戲軟體系列，係將科樂美曾於Game Boy平台發行的黑白畫面遊戲軟體重製為彩色畫面後推出的合輯。本系列共4集，第1集於1997年9月25日發售，第2集於1997年12月11日發售，第3集於1998年2月19日發售，第4集於1998年3月19日發售，均由《純愛手札》女主角擔任選單畫面導覽員：第1集導覽員為藤崎詩織，第2集導覽員為虹野沙希，第3集導覽員為片桐彩子，第4集導覽員為館林見晴。

## 系列作

### KONAMI GB 精選集1（1997年）
- 宇宙巡航艦：黑暗女神

- 魂斗羅 (Game Boy)

- F1賽車

- Dracula傳說

### KONAMI GB 精選集2（1997年）
- 運動大會

- 青蛙過街

- 極上瘋狂大射擊

- 方塊破壞者

### KONAMI GB 精選集3（1998年）
- 兵蜂

- 大盜五右衛門

- 越野競速

- 軌道拼圖

### KONAMI GB 精選集4（1998年）
- 宇宙巡航艦：黑暗女神2

- Dracula傳說II

- 功夫 (遊戲)

- 企鵝大冒險